# Кинг, Джефф
Джефф Ф. Кинг (англ. Jeff F. King; род. 20 июня 1961) — канадский сценарист, режиссёр, телевизионный продюсер и автор комиксов. Девять раз награждался премией «Джемини» за работу над сериалами «Ночная жара» (1985-1988), «Строго на юг» (1994-1997) и «Школа ‟Чёрная дыра”» (2003-2006).

## Карьера
C 1994 по 1996 Кинг работал над популярным в Канаде сериалом «Строго на юг» на должности исполнительного продюсера. Затем приступил к продюсированию научно-фантастического сериала  «Звёздные врата: SG-1».
В качестве режиссёра в 2008-2009 годах снял боевики «Смертельный удар» и «Руслан» со Стивеном Сигалом в главной роли, а также боевик «Ущерб» с реслером WWE Стивом Остином.
В 2015 году Джефф Кинг написал сюжет к серии комиксов «Convergence» для DC Comics.
С 2019 по 2022 Кинг был исполнительным продюсером супергеройского сериала Netflix «Академия Амбрелла».

## Фильмография
| Год         | Название на русском       | Название на английском            | Работа |
| ----------- | ------------------------- | --------------------------------- | --- |
| 1985 — 1988 | «Ночная жара»             | Night Heat                        | менеджер по производству (6 эпизодов) продюсер (4 эпизода) сценарист(1 эпизод)                                     |
| 1994 — 1997 | «Строго на юг»            | Due South                         | исполнительный продюсер (41 эпизод) сценарист (11 эпизодов) исполнительный консультант (6 эпизодов)                |
| 1997 — 2002 | «Звёздные врата: SG-1»    | Stargate SG-1                     | исполнительный продюсер (6 эпизодов) сценарист (5 эпизодов)                                                        |
| 2000 — 2002 | «Охотники за древностями» | Relic Hunter                      | исполнительный продюсер (44 эпизода) сценарист (7 эпизодов) режиссёр (1 эпизод)                                    |
| 2003 — 2006 | «Школа ‟Чёрная дыра”»     | Strange Days at Blake Holsey High | исполнительный продюсер (24 эпизода) сценарист (10 эпизодов) режиссёр (6 эпизодов)                                 |
| 2008        | «Смертельный удар»        | Kill Switch                       | режиссёр |
| 2009        | «Руслан»                  | Driven to Kill                    | режиссёр |
| 2009        | «Ущерб»                   | Damage                            | режиссёр |
| 2009 — 2014 | «Белый воротничок»        | White Collar                      | исполнительный продюсер (80 эпизодов) режиссёр второго плана (4 эпизода) режиссёр (3 эпизода) сценарист (1 эпизод) |
| 2016 — 2018 | «Слепая зона»             | Blindspot                         | исполнительный продюсер (30 эпизодов) режиссёр (5 эпизодов)                                                        |
| 2019 — 2022 | «Академия Амбрелла»       | The Umbrella Academy'             | исполнительный продюсер (30 эпизодов) режиссёр (2 эпизода)                                                         |